# Ода Нобухидэ
Ода Нобухидэ (яп. 織田信秀; 1510 — 21 апреля 1551) — самурайский полководец средневековой Японии периода Сэнгоку. Правитель южных земель провинции Овари (совр. префектура Аити). Отец Оды Нобунаги.

## Глава рода
Нобухидэ находился в постоянной борьбе между своими родственниками за титул главы рода Ода, а также успешно отбивал атаки таких могущественных даймё, как Сайто Досан из Мино и Имагава Ёсимото из Суруги, что хоть и обезопасило Овари от внешнего воздействия, но помешало ему завершить объединение своих владений.
В 1542 году Ода Нобухидэ нанёс поражение объединённому войску Имагавы Ёсимото и Мацудайры Хиротады, даймё Микавы, при Адзукидзаке.
Однако в 1547 году он потерпел поражение от Сайто Досана в битве при Каногути, потеряв в битве множество своих талантливых командиров, а также нескольких своих родственников, а затем в 1548 году Имагава Ёсимото разгромил его во второй битве при Адзукидзаке.
В 1549 году Нобухидэ заключил союз с Сайто Досаном, поженив своего старшего сына Нобунагу на дочери Досана Нохимэ, и с его помощью захватил в плен пятилетнего сына Мацудайры Хиротады — Такэтиё. В ответ на это Имагава Ёсимото захватил в плен его незаконнорождённого сына Нобухиро, вынудив Нобухидэ таким образом обменять его на Такэтиё.
Нобухидэ внезапно умер от болезни в 1551 году, оставив наследство своему сыну Нобунаге. Последний объединил провинцию Овари через 7 лет после смерти отца. Он был похоронен в крепости Нагоя.